# Zenobia śniada

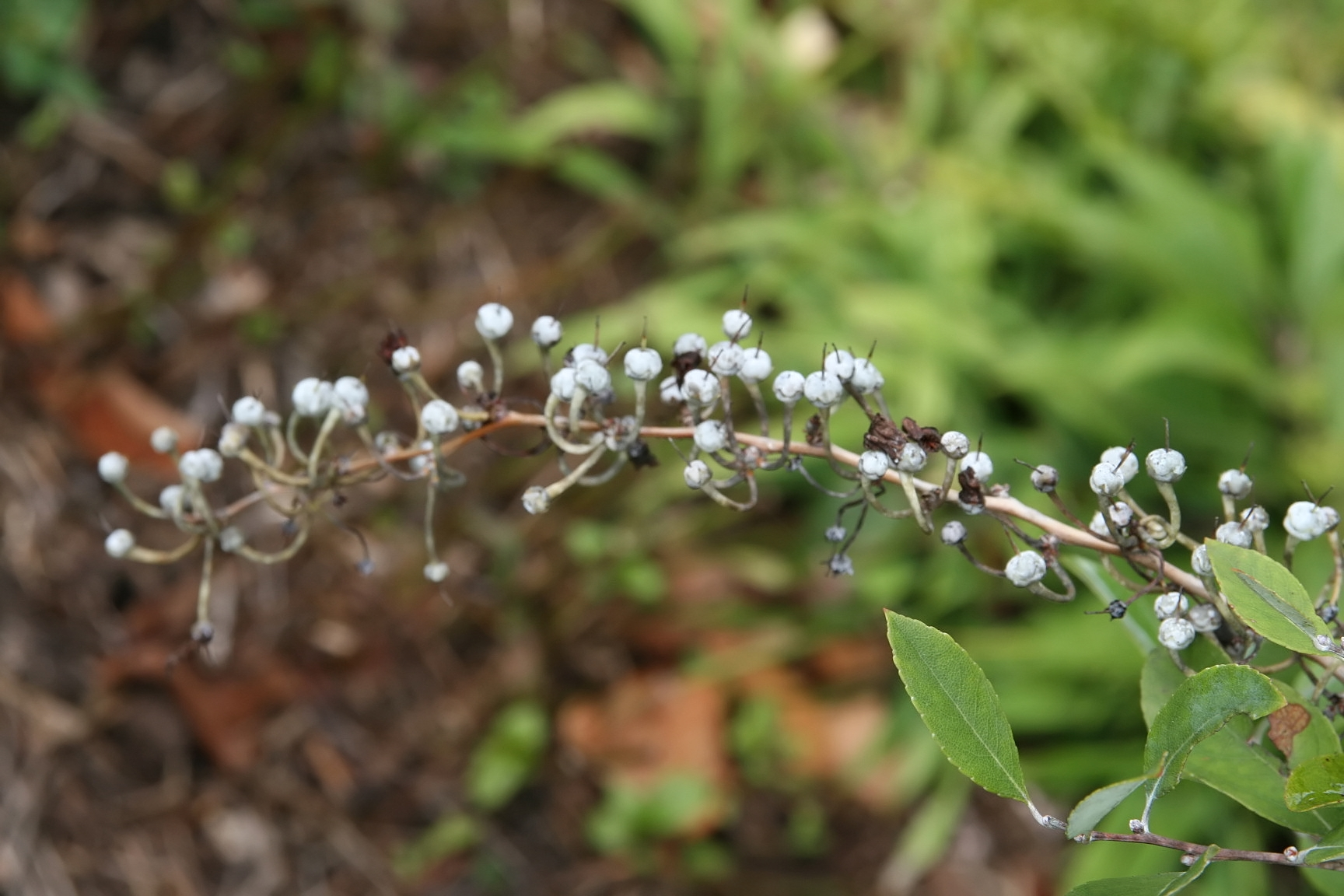
Owoce

Zenobia śniada (Zenobia pulverulenta (Bartram ex Willdenow) Pollard) – gatunek rośliny należący do rodziny wrzosowatych. Jest jedynym przedstawicielem rodzaju zenobia (Zenobia D. Don). Występuje we wschodniej części Stanów Zjednoczonych (wzdłuż wybrzeży stanów: Georgia, Karolina Południowa i Karolina Północna, Wirginia). Jest to krzew rosnący na rzędnych do 100 m n.p.m. w miejscach wilgotnych, piaszczystych lub torfiastych, w zaroślach i lasach iglastych oraz na obrzeżach torfowisk. Gatunek uprawiany jako ozdobny od 1801 roku, kwitnie wiosną i ma kwiaty pachnące anyżowo, efektowne, przypominające kwiaty konwalii.
Nazwa rodzajowa upamiętnia Septymię Zenobię – władczynię Palmyry z III w. n.e.

## Morfologia
PokrójKrzew o pędach prosto wznoszących się i łukowato wyginających, osiągający od 0,5 do 1 lub nawet 2 m wysokości. Pędy są nagie, cienkie i pokryte niebieskawym nalotem. Pod ziemią wytwarza kłącza.
LiścieOpadające zimą lub częściowo zimotrwałe. Liście osadzone są na krótkich ogonkach (3–6 mm). Blaszka liściowa jajowato wydłużona do eliptycznej, osiąga zwykle 2 do 8 cm długości i 1,2 do 4,5 cm szerokości. Nasada jest zbiegająca do zaokrąglonej, a wierzchołek zaostrzony, stępiony lub także zaokrąglony. Blaszka jest skórzasta, całobrzega lub delikatnie karbowana, z obu stron pokryta niebieskawym nalotem, delikatnie owłosiona lub naga.
KwiatyTworzą się w kwiatostanach złożonych na szczycie bezlistnych łodyg, na których wyrastają zebrane po 5–12 w licznych wierzchotkach, a w części szczytowej także pojedynczo, tworząc w efekcie długie, szczytowe grono. Działek kielicha jest pięć, jajowatych do jajowato-trójkątnych. Pięć białych płatków zrośniętych jest do 3/4 długości tworząc szerokodzwonkowatą koronę do 10 mm długości. Pręcików jest 10, schowane wewnątrz korony, ich nitki są spłaszczone. Słupek pojedynczy, górny, pięciokomorowy, z uciętą szyjką.
OwocePękające 5 klapami torebki, kulistawe i nieco spłaszczone, o średnicy ok. 5–6 mm. Zawierają ok. 40–200 jajowatych nasion około 1 mm długości i 0,5 mm szerokości.

## Systematyka
Jedyny gatunek z monotypowego w efekcie rodzaju Zenobia D. Don, Edinburgh New Philos. J. 17: 158. 1834. Roślina blisko spokrewniona z rodzajem modrzewnica Andromeda, wraz z którym tworzy plemię Andromedeae siostrzane względem Gaultherieae w obrębie podrodziny Vaccinioideae z rodziny wrzosowatych Ericaceae.

## Zastosowanie i uprawa
Gatunek raczej rzadko uprawiany, a bardzo dekoracyjny w czasie kwitnienia. Ze względu na przemarzanie podczas ostrych zim w Stanach Zjednoczonych uprawiany jest najdalej na północ w Massachusetts, a w warunkach Polski zalecany jest głównie do jej południowo-zachodniej części. Jest rośliną polecaną do wilgotnych ogrodów, przy czym wymagania ma podobne do popularnych różaneczników.
Gatunek w uprawie może być rozmnażany z nasion, z sadzonek pędowych oraz odkłady (zwykłe i pionowe). Zaleca się usuwanie przekwitłych kwiatów, co pozwala uniknąć zawiązywania owoców i nasion, a w efekcie przyczyni się do intensywniejszego kwitnienia w roku następnym.